# Vila Boa de Quires
Vila Boa de Quires era una freguesia portuguesa del municipio de Marco de Canaveses, distrito de Oporto.

## Historia
Fue suprimida el 28 de enero de 2013, en aplicación de una resolución de la Asamblea de la República portuguesa promulgada el 16 de enero de 2013 al unirse con la freguesia de Maureles, formando la nueva freguesia de Vila Boa de Quires e Maureles.